# Хамзачеби, Мехмет Акиф
Мехмет Акиф Хамзачеби (тур. Mehmet Akif Hamzaçebi; род. 1 декабря 1953) — турецкий политик и экономист.

## Биография
Родился 1 декабря 1953 года в городе Араклы. В 1970 году окончил лицей в Бакыркёе. В 1974 году окончил Анкарский университет. Затем получил степень магистра в университете социальных наук при университете Гази.

### Карьера
Работал в министерстве финансов. В 1974 году занял должность заместителя инспектора службы доходов, в 1977 году — инспектором службы доходов. В 1983—1984 годах работал в США. В 1985 году был назначен главным инспектором по доходам. В 1986—1990 годах занимал должность заместителя руководителя казначейства Стамбула, затем в 1990—1993 годах — главы казначейства Анкары. В 1993—1997 годах — возглавлял главное управление национальной собственности до 2 июня 1997 года, когда был назначен главой казначейства Стамбула. Занимал эту должность до марта 1999 года. 4 марта того же года был назначен главой главного управления по доходам. 3 ноября 2002 года ушёл с должности после избрания в парламент.

### Политическая карьера
В 2002 году был избран членом Великого национального собрания от ила Трабзон. Переизбирался в 2007, 2011, июне и ноябре 2015 года. В 2002—2007 годах входил в парламентский комитет по планированию и проблемам бюджета. С 22 июля 2007 по 1 июня 2010 года занимал должность представителя республиканской народной партии по планированию и проблем бюджета. В 2010—2015 годах возглавлял парламентскую группу республиканской народной партии.

### Генеральный секретарь РНП
Хамзачеби был избран в партийное собрание голосами делегатов на 36-м очередном съезде народно-республиканской партии, состоявшемся 3—4 февраля 2018 года, и был назначен Генеральным секретарём Республиканской народной партии 12 февраля 2018 года. Он объявил о своём уходе с должности 7 февраля 2019 года, примерно через 1 год после вступления в должность.